# أنطونن زابوتوكي
أنطونن زابوتوكي (19 ديسمبر 1884 - 13 نوفمبر 1957) سياسي شيوعي تشيكي ورئيس وزراء تشيكوسلوفاكيا الشيوعية من 15 يونيو 1948 إلى 14 مارس 1953 ورئيس تشيكوسلوفاكيا من 21 مارس 1953 إلى وفاته في 13 نوفمبر 1957.

كان زابوتوكي خطيباً شعبياً وحزبياً نشيطاً، بنى جهازاً يتماشى بإخلاصه مع الحزب الذي كان نائباً له، ولعب ورقة إعادة بناء البلاد. فوضع كل جهوده ليثبت أن تقوية دور الدولة الاقتصادي والوزن السياسي للحزب الشيوعي داخل النقابات يخدمان مصالح العمال المادية. كتب عدة روايات تم تصوير اثنتين منها.

## سيرته
ولد في 19 ديسمبر 1884 في مقاطعة كلادنو الصناعية وهو ابن أحد مؤسسي الاشتراكية الديمقراطية التشكية، والتحق بالحركة العمالية منذ صغره، إذ ما إن بدأ يتعلم مهنة قطع الحجارة والبناء حتى انتسب وهو في السادسة عشرة من عمر، إلى الشيبية الاشتراكية؛ وبعد سنتين من ذلك أصبح عضواً في الحزب الاشتراكي الديمواقراطي ثم أصبح ابتداء من عام 1907، السكرتير الإقليمي للحزب الاشتراكي - الديموقراطي واللنقابات في كلادنتو.

انتخب عام 1912 مستشاراً بلدياً واعتقل سنة 1914 وسجن بضعة أشهر بتهمة القيام بدعاية معادية للنمسا. وابتداء من سنة 1919،‌ أخذ يقود اليسار الماركسي داخل الحزب ويمثله في موسكو في المؤتمر الثاني للأممية الشيوعية.

عارض زابتوكي، الناطق باسم اليسار العمالي والمعجب بالتجربة السوفييتية، الاتجاه الاستيزاري الإصلاحي دخل حزبه؛ وفي اثناء اضراب كانون الأول/ديسمبر 1920 العصياني الطابع، ترأس لجنة كلادنو الثورية، فأوقف مع ثلاثة آلاف مشترك في الاضراب وسجن هذه المرة مدة تسعة أشهر، ولكن ذلك لم يحل دون انتخابه عضواً في اللجنة المركزية وعضواً في المكتب السياسي، للحزب الشيوعي التشيكي (أيلول/سبتمبر 1921) في‌ أول مؤتمر تأسيسي له. ثم أضحى سكرتير اللجنة المركزية ما بين عامي 1922 و1929 ، شاغلاً ولمدة قصيرة منصب السكرتير العام.

مثّل داخل الحزب جناحاً عمالياً تميز عن المفكرين اليساريين والماركسيين النمساويين وعن الجيل الجديد الذي تخرج من مدرسة ستالين على حد سواء، وهو الجيل الذي استلم جهاز الحرب في مؤتمر عام 1929. ويرجع انتخابه كنائب، وهو المركز الذي شغله ابتداء من 1925 إلى شعبيته التي كانت تتخطى اطار الجهاز السياسي. وبنفس الطريقة، أصبح عضواً احتياطياً في الجمعية التنفذية للأممية الشيوعية منذ سنة 1924، وقد بقي زابوتوكي، رغم كل شيء، مخلصاً لخط موسكو السياسي.

إلا أن دوره اقتصر بعد عام 1929، على كونه سكرتيراً للنقابات التشكية الحمراء، التي مثلها فيما بعد، في اللجنة المركزية للروفنترن (الأممية النقابية الحمراء التي كان مقرها في موسكو). وبهذه الصفة، أصبح، ابتداء من عام 1935، رجل الوحدة النقابية، بعد أن كان، من 1929 حتى 1932، رائد اضرابات الاقليات اليسارية.

بعد حل الحزب الشيوعي التشيكي (تشرين الأول/أكتوبر 1938)، حاول زابوتوكي الفرار إلى الخارج. لكنه اعتقل اثناء عبوره اللاشرعي للحدود في الحادي عشر من نيسان/أبريل عام 1939، ونفي إلى أورينبورغ (ساخسنهاوزن)، حيث بقي حتى شهر أيار/مايو 1945، وعند اندلاع الثورة الوطنية 1945 - 1948 لعب زابوتوكي دوراً حاسماً فيها بصفته سكرتيراً عاماً للحركة النقابية الموحدة مستنداً إلى وجود مليوني حزبي إلى جانبه.

وفي شباط/فبراير عام 1948،‌ أدت التعبئة النقابية وعملية تسليح المليشيات العمالية إلى احباط عزيمة الرد لدى معارضو الشيوعية،‌فحولت النقابات والتنظيمات الجماهيرية جبهة الأحزاب الوطنية إلى جهبة الأحزاب الوطنية إلى جبهة وطنية مجددة اضحى زابوتوكي رمزاً لها. وقد عين بعد انتصار الشيوعيين نائباً لرئيس الوزراء ثم أصبح منذ حزيران/يونيو 1948 رئيساً للوزارة، حيث عمل على تسليم النقابات المزيد من المسؤوليات خاصة وان الاقتصاد كان مؤمماً آنذاك.

بعد ان انتخب رئيساً للجهمهورية في آذار / مارس 1953، اثر موت الرئيس السابق كليمنت غوتوالد، أصبح زابوتوكي المسؤول الأول عن الجهاز الحزبي، وبهذه الصفة، قمع كل الحركات الخارجة على الحزب (الاضرابات، الشيوعية القومية.)

توفي زابوتوكي في 13 نوفمبر 1957 في براغ وهو لا يزال يمارس مهامه الرئاسية، وقبل أن يباشر عملية ازالة الطابع الستاليني عن البلاد.

## روابط خارجية
- أنطونن زابوتوكي على موقع IMDb (الإنجليزية)
- أنطونن زابوتوكي على موقع الموسوعة البريطانية (الإنجليزية)
- أنطونن زابوتوكي على موقع مونزينجر (الألمانية)
- أنطونن زابوتوكي على موقع قاعدة بيانات الفيلم (الإنجليزية)